# Justizielle Zusammenarbeit in Zivilsachen

Flagge der Europäischen Union

Die drei Säulen der Europäischen Union

Die Justizielle Zusammenarbeit in Zivilsachen (JZZ, englisch Judicial Cooperation in Civil Matters, französisch Coopération judiciaire en matière civile) ist eine Politik der Europäischen Gemeinschaft. Gemeinsam mit den Bestimmungen über die Polizeiliche und justizielle Zusammenarbeit in Strafsachen und die Flankierende Maßnahmen zum freien Personenverkehr dient sie dem übergeordneten Konzept eines „Raums der Freiheit, der Sicherheit und des Rechts“.

## Geschichte
Die Justizpolitik wird traditionell als Kernstück der staatlichen Souveränität betrachtet. Von jeher bestanden deshalb auf diesem Gebiete erhebliche Vorbehalte der Mitgliedstaaten gegen eine europäische Integration. Aus diesem Grund war lange Zeit keine irgendwie geartete Zusammenarbeit der Mitgliedstaaten auf diesem Gebiet vorgesehen.
Mit der Fortschreitung der Entwicklung des Binnenmarkts und der Freizügigkeit traten jedoch sehr bald die hiermit verbundenen Risiken und Gefahren zutage. Die Öffnung der Binnengrenzen führte zu einem Zuwachs auch an rechtlichen Kontakten zwischen Angehörigen verschiedener Mitgliedstaaten, die damit unterschiedlichen nationalen Rechtsordnungen unterlagen.
Auch in Reaktion hierauf hat die EU das Konzept eines Raums der Freiheit, der Sicherheit und des Rechts etabliert, dessen Teil die JZZ ist. 1992 wurden mit dem Vertrag von Maastricht entsprechende Bestimmungen in die intergouvernemental geprägte dritte Säule der EU aufgenommen. Während die Polizeiliche und justizielle Zusammenarbeit in Strafsachen dort verblieb, wurde die JZZ gemeinsam mit dem Freien Personenverkehr 1997 durch den Vertrag von Amsterdam in die supranational ausgerichtete erste Säule überführt („vergemeinschaftet“).
Aufgrund der Protokolle Nr. 3 bis 5 zum EU-Vertrag nehmen die Mitgliedstaaten Großbritannien, Irland und Dänemark an der Kooperation im Bereich der JZZ nur sehr eingeschränkt teil.

### Zeittafel
| Unterz. In Kraft Vertrag                    | 1948 Brüsseler Pakt                                               | 1951 1952 Paris                                                   | 1954 1955 Pariser Verträge                      | 1957 1958 Rom                                       | 1965 1967 Fusions- vertrag                          | 1986 1987 Einheitliche Europäische Akte | 1992 1993 Maastricht     | 1992 1993 Maastricht          | 1997 1999 Amsterdam           | 2001 2003 Nizza        | 2001 2003 Nizza | 2007 2009 Lissabon |  |  |  |  |  |  |  |  |  |
|                                             |                                                                   |                                                                   |                                                 |                                                     |                                                     |                                         |                          |                               |                               |                        |                 |                    |  |  |  |  |  |  |  |  |  |
| Europäische Gemeinschaften                  | Europäische Gemeinschaften                                        | Drei Säulen der Europäischen Union                                | Drei Säulen der Europäischen Union              | Drei Säulen der Europäischen Union                  | Drei Säulen der Europäischen Union                  | Drei Säulen der Europäischen Union      |                          |                               |                               |                        |                 |                    |  |  |  |  |  |  |  |  |  |
|                                             | Europäische Atomgemeinschaft (Euratom)                            | Europäische Atomgemeinschaft (Euratom)                            | →                                               |                                                     |                                                     |                                         | ←                        |                               |                               |                        |                 |                    |  |  |  |  |  |  |  |  |  |
|                                             |                                                                   |                                                                   | →                                               | Europäische Gemeinschaft für Kohle und Stahl (EGKS) | Europäische Gemeinschaft für Kohle und Stahl (EGKS) | Vertrag 2002 ausgelaufen                | Vertrag 2002 ausgelaufen |                               | Europäische Union (EU)        | Europäische Union (EU) |                 |                    |  |  |  |  |  |  |  |  |  |
|                                             |                                                                   |                                                                   | →                                               | Europäische Wirtschaftsgemeinschaft (EWG)           | Europäische Wirtschaftsgemeinschaft (EWG)           |                                         | ←                        | Europäische Gemeinschaft (EG) | Europäische Gemeinschaft (EG) | Europäische Union (EU) |                 |                    |  |  |  |  |  |  |  |  |  |
|                                             |                                                                   |                                                                   | →                                               | Justiz und Inneres (JI)                             |                                                     |                                         | ←                        | Europäische Gemeinschaft (EG) | Europäische Gemeinschaft (EG) | Europäische Union (EU) |                 |                    |  |  |  |  |  |  |  |  |  |
|                                             | Polizeiliche und justizielle Zusammenarbeit in Strafsachen (PJZS) | Polizeiliche und justizielle Zusammenarbeit in Strafsachen (PJZS) | →                                               | Justiz und Inneres (JI)                             | ←                                                   |                                         |                          |                               |                               | Europäische Union (EU) |                 |                    |  |  |  |  |  |  |  |  |  |
| Europäische Politische Zusammenarbeit (EPZ) | →                                                                 | Gemeinsame Außen- und Sicherheitspolitik (GASP)                   | Gemeinsame Außen- und Sicherheitspolitik (GASP) | Gemeinsame Außen- und Sicherheitspolitik (GASP)     | ←                                                   |                                         |                          |                               |                               | Europäische Union (EU) |                 |                    |  |  |  |  |  |  |  |  |  |
| Westunion (WU)                              | Westunion (WU)                                                    | Westeuropäische Union (WEU)                                       | Westeuropäische Union (WEU)                     | Westeuropäische Union (WEU)                         | Westeuropäische Union (WEU)                         |                                         |                          |                               |                               | Europäische Union (EU) |                 |                    |  |  |  |  |  |  |  |  |  |
| Westunion (WU)                              | Westunion (WU)                                                    | Westeuropäische Union (WEU)                                       | Westeuropäische Union (WEU)                     | Westeuropäische Union (WEU)                         | Westeuropäische Union (WEU)                         | aufgelöst zum 1. Juli 2011              |                          |                               |                               |                        |                 |                    |  |  |  |  |  |  |  |  |  |
|                                             |                                                                   |                                                                   |                                                 |                                                     |                                                     |                                         |                          |                               |                               |                        |                 |                    |  |  |  |  |  |  |  |  |  |

## Ziele
Ziele der JZZ ist nach  Art. 81 AEUV die Erleichterung der Abwicklung von Zivilverfahren mit grenzüberschreitendem Bezug, soweit dies zur Gewährleistung eines reibungslosen Funktionierens des Binnenmarktes erforderlich ist.
Erreicht werden soll dies durch Verbesserung und Vereinfachung der grenzüberschreitenden Zustellung, der Zusammenarbeit bei der Beweiserhebung sowie der Anerkennung und Vollstreckung gerichtlicher wie außergerichtlicher Entscheidungen in Zivilsachen. Weiter sollen die der Kompetenzabgrenzung zwischen den Rechtsordnungen dienenden Kollisionsnormen des Internationalen Privatrechts der Mitgliedstaat harmonisiert werden. Auch soll, ggf. auch durch Harmonisierung zivilprozessualer Normen, eine reibungslose Abwicklung von Zivilverfahren angestrebt werden.

## Akteure und Maßnahmen
Seit Übernahme der JZZ in die supranational ausgerichtete erste Säule der EU vollzieht sich die Rechtssetzung in diesem Bereich im institutionellen Rahmen und nach den Bestimmung des EGV. Nach Art. 61 lit.c erlässt der Rat (in der Regel in der Formation Rat für Justiz und Inneres) hierzu „Maßnahmen“; er ist also nicht auf eine bestimmte Handlungsform, sondern kann zwischen den in Art. 249 EGV genannten Rechtsakten, insbesondere der Verordnung und der Richtlinie frei wählen. Nach Art. 67 Abs. 5 beschließt er in JZZ-Sachen grundsätzlich gemäß dem Mitentscheidungsverfahrens nach Art. 251 EGV. Dies führt dazu, dass die Kommission ein Initiativrecht hat und das Europäische Parlament in der stärksten im Vertrag überhaupt vorgesehenen Form beteiligt wird. In Angelegenheit mit familienrechtlichem Bezug erfolgt die Beschlussfassung dagegen einstimmig und damit ohne Beteiligung des Parlaments.
Maßnahmen im Bereich der JZZ unterliegen grundsätzlich in vollem Maße der Gerichtsbarkeit des Europäischen Gerichtshofs. Für das Vorabentscheidungsverfahren nach Art. 234 EGV besteht jedoch die Besonderheit, dass nach Art. 68 Abs. 1 EGV vorlageberechtigt nur solche nationalen Gerichte sind, deren Entscheidungen mit Rechtsmitteln nicht mehr angefochten werden können. Nach Art. 68 Abs. 3 EGV können der Rat, die Kommission und die Mitgliedstaaten beim EuGH auch Gutachten über die Auslegung von Rechtsakten der JZZ einholen.

## Erfolge der JZZ
Die grenzüberschreitende Zustellung wurde in der Verordnung VO 1348/00 geregelt, die entsprechende nationale Übermittlungsstellen vorsieht. Mit der Zusammenarbeit der Gerichte unterschiedlicher Mitgliedstaaten bei der Beweiserhebung befasst sich VO 1206/01.
Im Bereich der Erleichterung der Zwangsvollstreckung wurden die bereits vor Inkrafttreten der JZZ intergouvernemental geschlossenen Brüsseler Vollstreckungsabkommen von 1968 (allgemein) und 1998 (Ehesachen) in die EG-Verordnungen VO 44/01 bzw. VO 1347/00; 2201/03 überführt. Geplant ist mittelfristig die Abschaffung des Exequaturverfahrens. VO 805/04 sieht einen europäischen Vollstreckungstitel für unbestrittene Forderungen vor. 2002 hat sich die Kommission in einem Grünbuch mit Fragen des Mahnverfahrens befasst. Eingeführt wurde das Europäische Mahnverfahren mit der Verordnung (EG) Nr. 1896/2006 des Europäischen Parlaments und des Rates vom 12. Dezember 2006 (in Kraft getreten am 31. Dezember 2006; Anwendung ab 12. Dezember 2008). Die Verordnung gilt in allen Mitgliedstaaten der Europäischen Union mit Ausnahme Dänemarks.
Die Harmonisierung der Kompetenz- bzw. Kollisionsnormen des Internationalen Privatrechts war ebenfalls bereits vor Inkrafttreten der JZZ erfolgt, nämlich im Abkommen von Rom über das auf vertragliche Schuldverhältnisse anwendbare Recht aus dem Jahr 1980. Die Überführung in eine EG-Verordnung erfolgte durch die Verordnung (EG) des Europäischen Parlaments und des Rates über das auf vertragliche Schuldverhältnis anzuwendende Recht (Rom I) vom 6. Juni 2008.
Eine Harmonisierung des materiellen Vertragsrechts ist bislang nur in Randbereichen (z. B. Haustürwiderrufsrecht) erfolgt. 2004 hat die Kommission ein Grünbuch zu den Unterhaltspflichten herausgegeben. Ein Beispiel für die Harmonisierung zivilprozessualer Verfahrensvorschriften stellt die Insolvenz-Verordnung VO 1346/00 dar.
Der 1998 verabschiedete Aktionsplan von Wien sieht als künftige Projekte im Bereich der JZZ u. a. eine Revision der beiden Brüsseler Vollstreckungsabkommen wie auch der Abkommens von Rom über das anwendbare Recht bei vertraglichen Schuldverhältnissen vor. Weiter hat man einen Gegenstück zu letzterem für den Bereich der außervertraglichen Schuldverhältnisse ins Auge gefasst („Rom II“); 2003 hat die Kommission einen entsprechenden VO-Vorschlag vorgelegt. Weiter hat man sich auf die Schaffung eines „justiziellen Netzes in Zivilsachen“ analog zu dem in Strafsachen, auf ein Schlichtungsverfahren im Bereich des Familien- und Erbrechts sowie eine weitere Verbesserung der Zusammenarbeit bei der Beweisaufnahme verständigt und die Kommission zur Vorlage eines Grünbuchs „Alternative Streitbeilegung“ aufgefordert (siehe auch: Alternative Dispute Resolution).